# Staffan Lindberg (1943–2019)
Nils Albert Staffan Lindberg, född 7 april 1943 i Kristianstad, död 7 januari 2019 i Lund, var en svensk sociolog och professor med speciell inriktning på Sydasien.
Staffan Lindberg studerade till fil. kand. i sociologi och jämförande religionsvetenskap vid Lunds universitet och tog sin examen 1966. Han fortsatte sedan med studier vid två sydindiska universitet. Hans doktorsavhandling vid Lunds universitet skrevs tillsammans med Göran Djurfeldt och behandlade sociala förhållanden och introduktionen av västerländsk medicin i en by i Tamil Nadu, Indien. Avhandlingen presenterades 1976 och  publicerades i form av de två böckerna Behind Poverty och Pills against Poverty och har senare återpublicerats och översatts till svenska.
Staffan Lindbergs akademiska hemvist var Lunds universitet där han fortsatte att arbeta med frågor relaterade till Indien, ofta i samarbete med indiska kollegor. 1976 var han en av dem som startade tidskriften Sydasienbulletinen som drevs av akademiker i Lund tillsammans med redaktioner i Stockholm och Göteborg. Han utsågs till docent 1985 och senare till professor i sociologi. År 1990 startade han, tillsammans med docent Bertil Egerö, programmet Population and Development in the Third World (PROP)  vid Lunds universitet. 2000 var har drivande i att formera det SIDA-finansierade forskningsinstitutet Swedish South Asian Studies Network (SASNET) och var dess föreståndare 2000-2007. Hans sista bok Miraklet Indien och dess baksida skrevs tillsammans med Lars Eklund och gavs ut 2018.  